# Asgog Loch
Asgog Loch är en sjö i Storbritannien.   Den ligger i kommunen Argyll and Bute och riksdelen Skottland, i den nordvästra delen av landet, 600 km nordväst om huvudstaden London. Asgog Loch ligger 54 meter över havet. Arean är 0,25 kvadratkilometer. I omgivningarna runt Asgog Loch växer i huvudsak blandskog. Den sträcker sig 0,6 kilometer i nord-sydlig riktning, och 0,6 kilometer i öst-västlig riktning.